# オオベンケイソウ
オオベンケイソウ（大弁慶草、学名: Hylotelephium spectabile）は、ベンケイソウ科ムラサキベンケイソウ属に属する種。

## 形態・生態
夏にピンクの花が咲く。

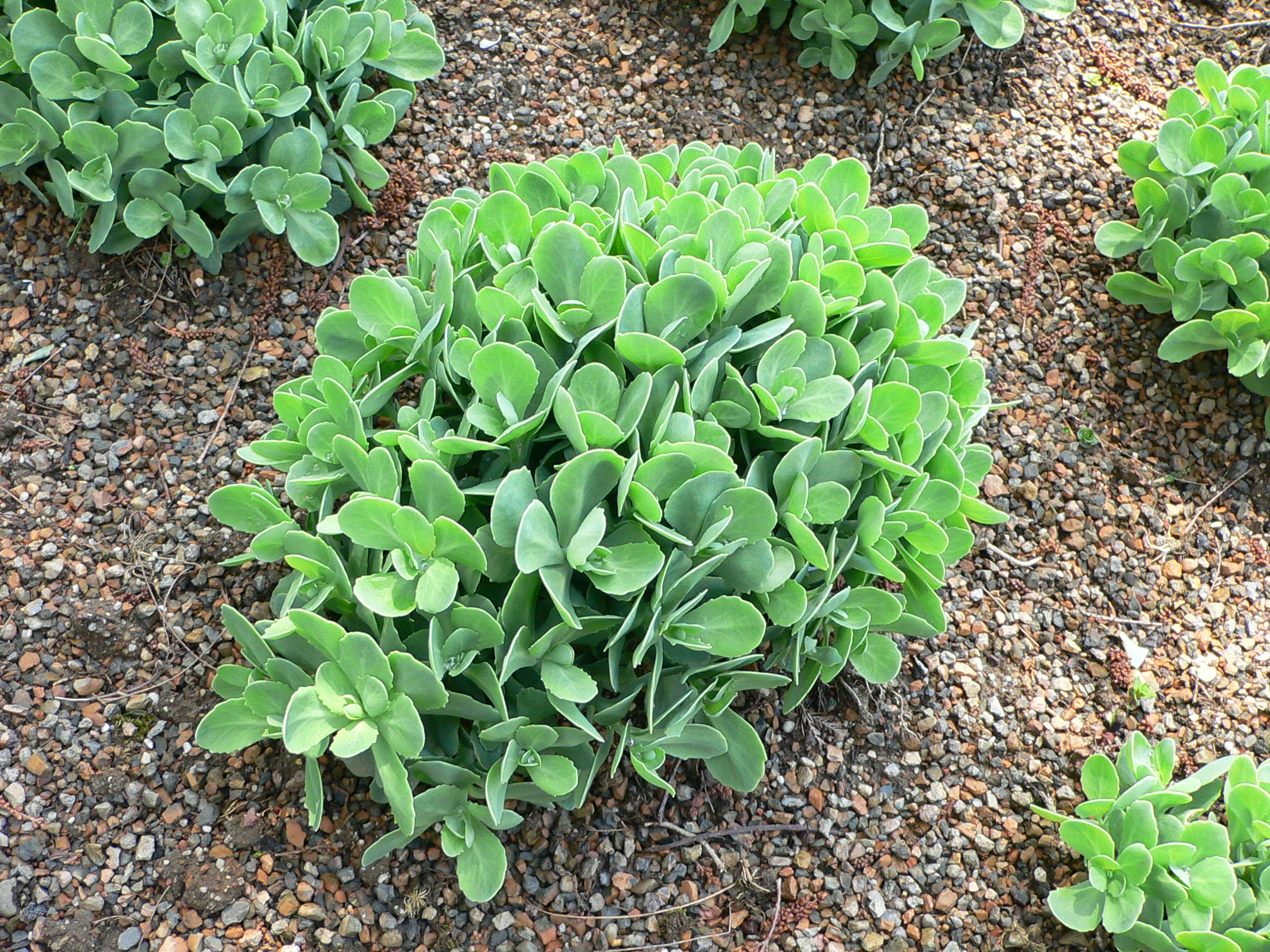
葉
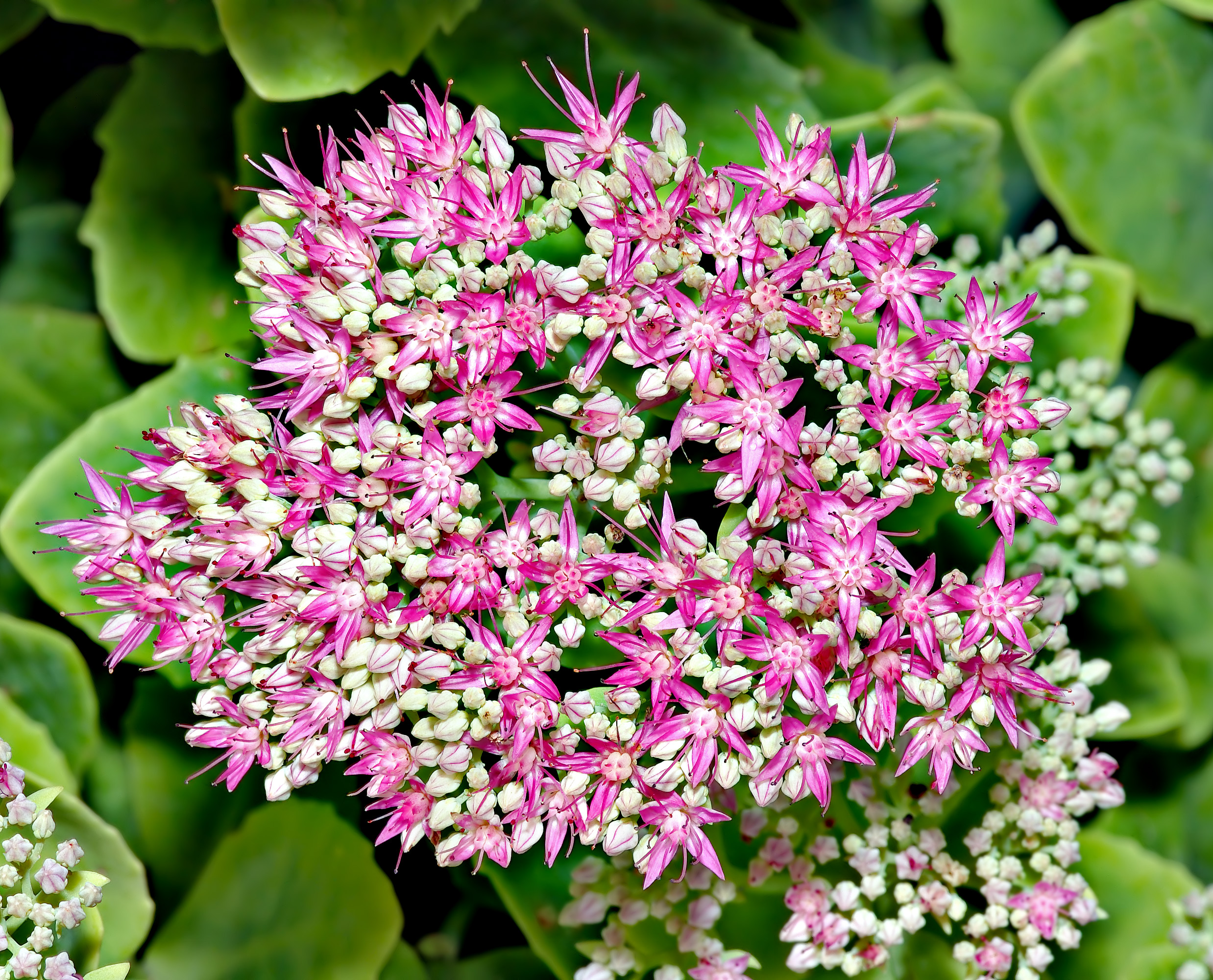
花
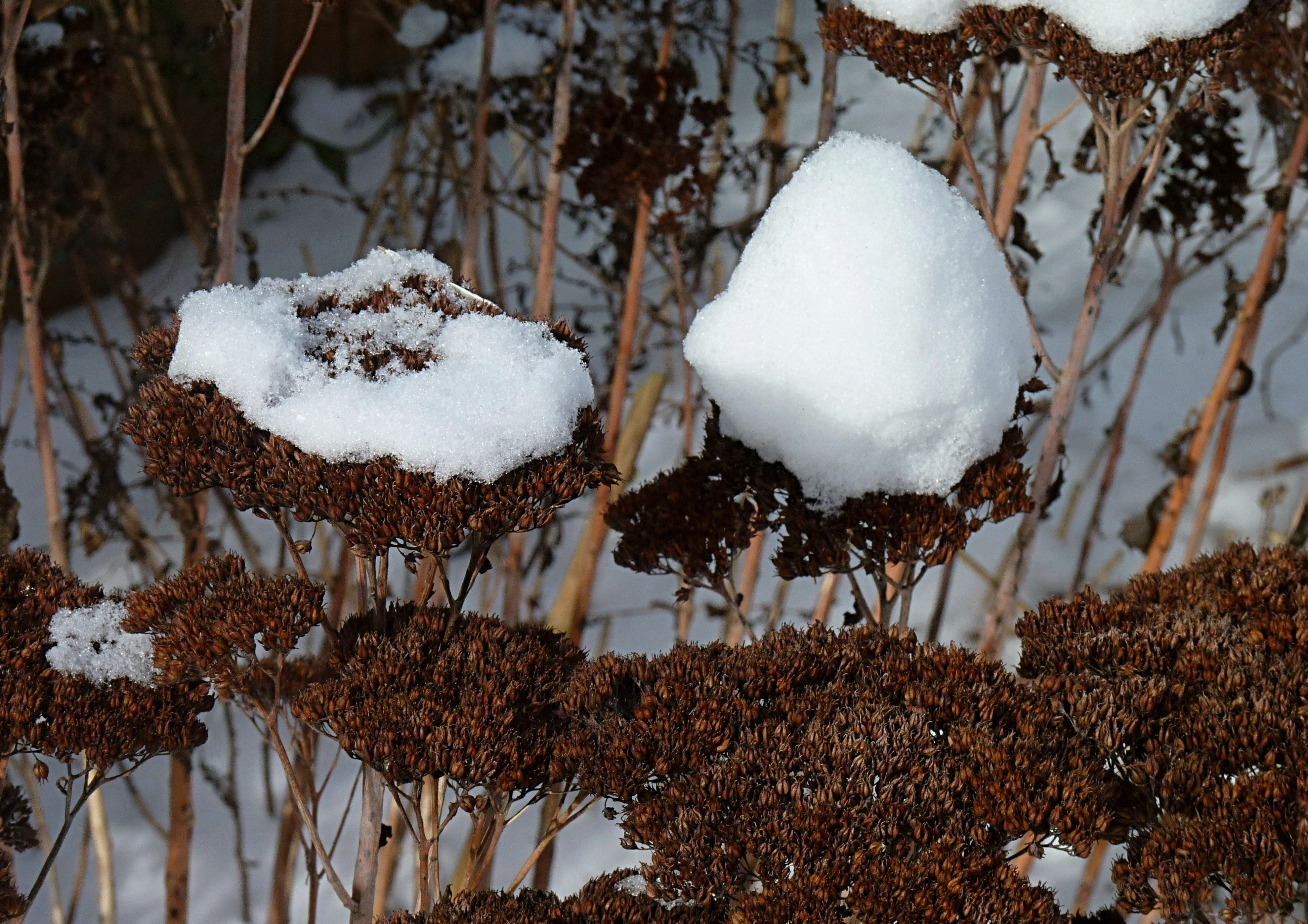
果実